# Itunella entermedia
Itunella entermedia är en kräftdjursart. Itunella entermedia ingår i släktet Itunella och familjen Canthocamptidae. Inga underarter finns listade i Catalogue of Life.